# Briant (rivière)
Pour les articles homonymes, voir Briant.
Le Briant, parfois écrit le Brian, est une rivière du sud de la France, dans la région Occitanie, dans le département de l'Hérault, sous-affluent de l'Aude par la Cesse.

## Géographie
Le Briant est une rivière qui prend sa source dans les Avant-Monts sur la commune de Rieussec et se jette dans la Cesse en rive gauche sur la commune de Minerve.
La longueur de son cours d'eau est de 15,1 km.

### Communes traversées
Dans le seul département de l'Hérault, le Briant traverse les quatre communes suivantes, Rieussec, Boisset, Vélieux et Minerve.

## Affluents
Le Briant a sept tronçons affluents contributeurs référencés :
- le ruisseau del Cun : 1,2 km
- le ruisseau de Lucarnis : 2,4 km
- le ruisseau de Rieussec : 10,3 km
- le ruisseau de Boisset : 5,3 km
- le ruisseau de Viala : 1,3 km
- le ruisseau des Pradals : 1,1 km
- le ruisseau de Balsière : 1,6 km